# Schule am Meer – Frischer Wind
Schule am Meer – Frischer Wind ist ein deutscher Fernsehfilm von Wolfgang Eißler aus dem Jahr 2022. Es handelt sich um den Pilotfilm der ARD-Reihe Schule am Meer mit Anja Kling als Flensburger Berufsschulleiterin Katharina Hendriks in der Hauptrolle. Die deutsche Erstausstrahlung erfolgte am 20. Mai 2022 auf dem ARD-Sendeplatz „Endlich Freitag im Ersten“.

## Handlung
Katharina Hendriks, die eine Berufsschule in Flensburg leitet, ist besorgt, wird von der verzweifelten Mutter Sonja Minich aufgesucht, denn ihre Tochter Cathleen ist einfach von zu Hause ausgezogen und lebt nunmehr bei ihrem neuen Freund Jonas Gerber. Cathleens Freund ist für Hendriks nicht unbekannt, da er ihr Problemschüler ist und er kurz vor seiner Abschlussprüfung steht. Sie sichert Frau Minich ihre Hilfe zu, wobei ihr der Gastdozent und Starkoch Erik Olsen mit seinen unkonventionellen Ideen und Methoden in die Quere kommt, ohne selbst zu ahnen, in welche ernsthaften familiären Konflikten sich die Beteiligten befinden.

## Hintergrund
Schule am Meer – Frischer Wind wurde vom 9. September 2021 bis zum 11. Oktober 2021 in Flensburg, Hamburg und Umgebung gedreht.

## Kritik
Die Kritiker der Fernsehzeitschrift TV Spielfilm zeigten mit dem Daumen zur Seiten und schrieben: „Handwerk hat goldenen Boden, dachten sich wohl auch die Verantwortlichen bei der Entwicklung der neuen Reihe, die an einer Berufsschule spielt. Die Probezeit ist bestanden, aber etwas ernsthafteres Engagement noch durchaus erwünscht.“. Sie vergaben für Spannung zwei und für Humor einen von drei möglichen Punkten. Sie resümierten: „Noch kein Meisterwerk, aber ein gutes Gesellenstück“.